# Linia kolejowa Ryga – Krustpils
Linia kolejowa Ryga – Krustpils – linia kolejowa na Łotwie łącząca stację Ryga Pasażerska ze stacją Krustpils.
Linia jest zelektryfikowana na 82,5-kilometrowym odcinku Ryga Pasażerska - Aizkraukle. Pozostała część nie posiada trakcji elektrycznej. Na całej długości linia jest dwutorowa. Biegnie wzdłuż Dźwiny.

## Historia
Linia powstała w 1861 jako część Kolei Rysko-Dyneburskiej (przedłużonej później do Witebska). Początkowo leżała w Imperium Rosyjskim, w latach 1918 - 1940 na Łotwie, następnie w Związku Sowieckim (1940 - 1991). Od 1991 ponownie znajduje się w granicach niepodległej Łotwy.
W 1959 zelektryfikowano odcinek Ryga - Ogre, w 1968 przedłużono trakcję do Jumpravy, w 1969 do Aizkraukle.